# Jacob Gillig

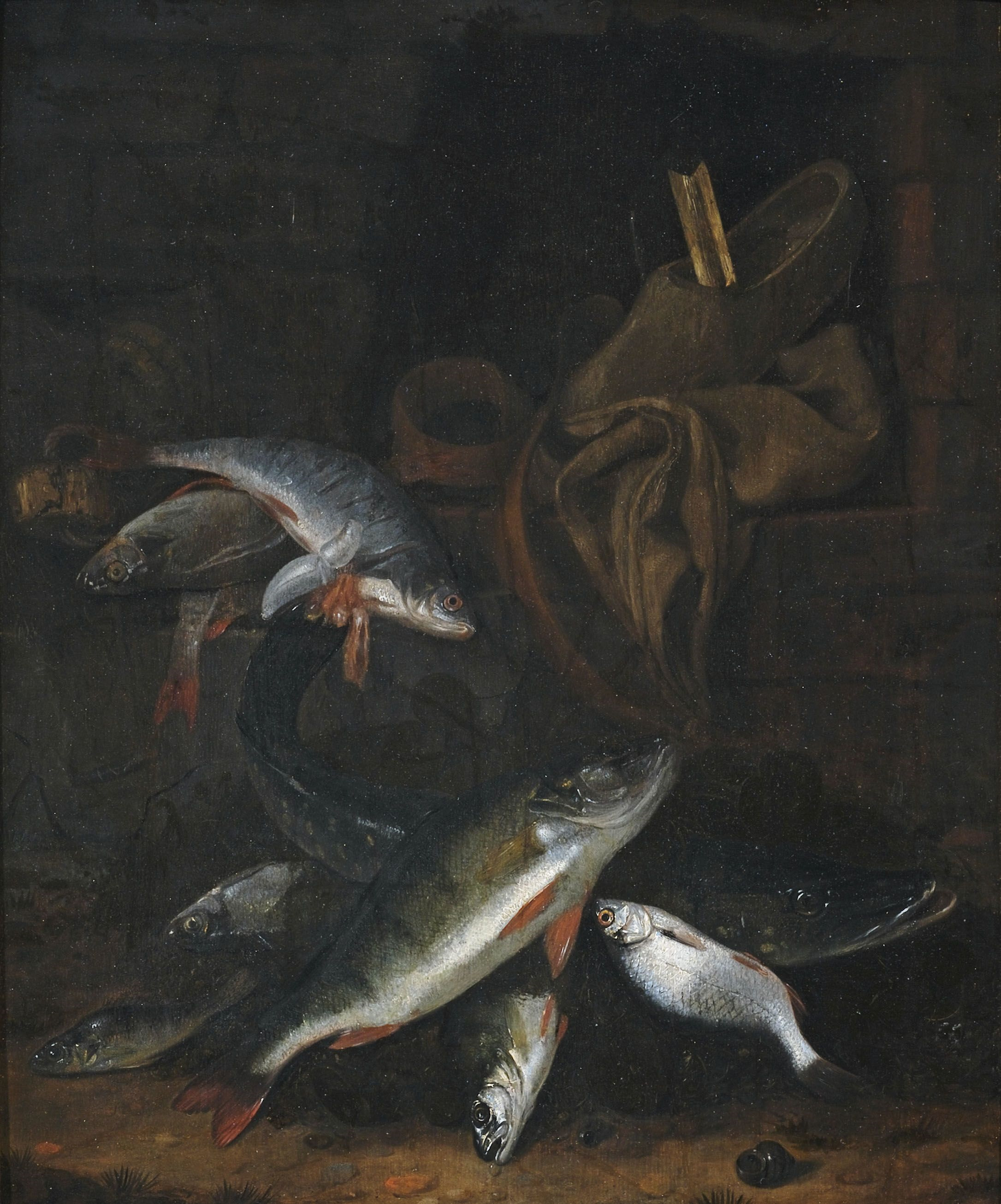
Natura morta con luccio e scardole

Jacob o Jakob o Jacobus Gillig, o Gellig o Gillich o Gulek (Utrecht, 1636 circa (tra il 1626 e il 1646) – Utrecht, 24 luglio 1701), è stato un pittore olandese del secolo d'oro, specializzato nella realizzazione di nature morte con pesci.

## Biografia
Allievo di Willem Ormea e di Jacob van Es, Jacob Gillig iniziò a dipingere intorno al 1661, nella sua città natale. Precedentemente era stato un commerciante ed un guardiano nella prigione di Utrecht. Nello stesso anno sposò la figlia Hester di Adam Willaerts.
Dipinse soprattutto ritratti e nature morte con pesci, collaborando anche con altri pittori, come Adam e Isaac Willaerts. Nelle sue composizioni, i pesci, ammucchiati o su una spiaggia o su un tavolo in cucina, erano spesso disposti in modo piramidale/triangolare e realizzati con un'ampia tavolozza di colori. Questa particolare disposizione degli elementi della natura morta si ritrova anche in 2 opere di Abraham Mignon, che Gillig potrebbe aver conosciuto, avendo una nipote o una sorella della moglie sposato Mignon.
Fu uno dei più importanti pittori di nature morte con pesci a Utrecht, specializzazione nata con Marcus Ormea e con il figlio Willem, e poi proseguita da parecchi altri pittori, tra cui anche Jan de Bondt e Pieter van Noort.
Il suo stile influenzò Evaristo Baschenis.

## Opere
- Natura morta con luccio e scardole, olio su tavola, 56 x 46 cm, firmato in alto a sinistra
- Natura morta con pesci d'acqua dolce, olio su tavola, 47,3 × 39,4 cm, 1684, Collezione privata[5]
- Natura morta con pesci, 1686[6]
- Natura morta con pesci di fiume, olio su tavola, 38,1 × 23,91 cm, firmato e datato J.Gillig fecit A 1675, 1675, Collezione privata[2]